# Kienle + Spiess
A Kienle + Spiess csoport elektromos hajtásokhoz gyárt alkatrészeket, úgynevezett forgórészeket és állórészeket. A vállalat a piacvezető elektromotor- és generátorbeszállítók egyike. Termékeit használják ipari alkalmazásokban, gépjárművekben, háztartási gépekben és megújuló energia termelésre használt berendezésekben.
A Kienle + Spiess a ragasztásos lemezrögzítési eljárás feltalálójaként és a stancolási és a nyomásos öntési technológia szakértőjeként közel 1100 főt foglalkoztat. A vállalatcsoport központi székhelye Baden-Württemberg Baden-Württemberg.  tartományban, Sachsenheimben Sachsenheim,  található.

## Cégtörténet
A Kienle + Spiess csoport 1935-ben jött létre Kienle + Spiess GmbH néven Sachsenheimben . 1960-ban egy második üzemet létesítettek a közeli Vaihingen an der Enzben [[Vaihingen an der Enz]]. . A Kienle + Spiess az 1980-as évek közepén felvásárolta a brit Geo. L. Scott & Co. Ltd. és a Sankey Laminations Ltd. vállalatot.
1991 óta az ugyancsak brit Euro-Laminations Ltd. is a Kienle + Spiess csoport tagja. A terjeszkedés 1996-ban folytatódott a Kienle + Spiess Magyarország Kft. alapításával. A cég két évvel ezután felvásárolta a Blum GmbH-t Vaihingen an der Enzben.
2006-ban a Bavaria Industriekapital AG felvásárolta a Kienle + Spiess GmbH-t, és a cégnév Kienle + Spiess csoportra változott. A cél a németországi piacvezető szerep további megszilárdítása.
2013 áprilisa óta a cég a tokiói központú Sumitomo Group, gazdasági együttműködési csoporthoz tartozik.
A Sumitomo továbbra is független vállalatként működteti a Kienle + Spiesst.

## Innovációk
A Kienle + Spiess vállalatcsoport számos eljárás és technológia szabadalmának birtokosa: kezdve az IEC szabvány szerinti motorsorozattól a glulock® ragasztásos lemezrögzítési. Az iparban iránymutató mérföldkövet jelentett a KSPM energiatakarékos, állandómágnessel gerjesztett szinkronmotorok fejlesztése is.
A Kienle + Spiess csoport legújabb fejlesztései közé tartozik továbbá a GeoShift® rendszer, amely a T-szelvényű lemezek kivágásának folyamatát teszi biztonságosabbá és precízebbé.